# Distrito de Kandhamal
Kandhamal (en oriya: କନ୍ଧମାଳ ଜିଲା) es un distrito de la India en el estado de Orissa. Código ISO: IN.OR.KN.
Comprende una superficie de 6004 km².
El centro administrativo es la ciudad de Phulbani.

## Demografía
Según censo 2011 contaba con una población total de 731952 habitantes, de los cuales 372 551 eran mujeres y 359 401 varones.